# Frans Gerritsen
Frans Jan Gerritsen (Apeldoorn, 4 oktober 1915 – Amersfoort, 4 juni 1991) was een Nederlands verzetsstrijder in de Tweede Wereldoorlog. Hij was onder andere aangesloten bij de Westerweelgroep.

## Levensloop
Gerritsen groeide op in Zeist, waar hij de basisschool en het Christelijk Lyceum bezocht. Daarna verhuisde hij naar Amsterdam waar hij een opleiding volgde tot industrieel ontwerper aan het Instituut  voor Kunstnijverheidsonderwijs, het latere Gerrit Rietveld Academie. Tegen het einde van de jaren dertig was hij bedrijfsleider bij het houtbewerkingsbedrijf van tafeltennisser Cor du Buy. In 1941 woonde hij samen met zijn vrouw Henny (1919-2007) in Haarlem en had vooral vrienden in linkse en pacifistische kringen.
Al vroeg in  de Tweede Wereldoorlog raakte Gerritsen betrokken bij het verzetswerk. Hij vervalste persoonsbewijzen en andere documenten. Persoonsbewijzen die aangepast moesten worden kreeg hij via Bob Jesse. Hij raakte ook betrokken bij de Westerweelgroep, vernoemd naar de leider Joop Westerweel. De verzetsgroep bood met name hulp aan de Palestinapioniers, een groep Joden die zich voorbereiden op emigratie naar Palestina. Gerritsen bood ook onderdak aan onderduikers, eerst aan een Poolse communist en vanaf augustus 1942 aan het Joodse echtpaar Simon en Saapke Prins.
Gerritsen maakte lange dagen, omdat hij vaak tot ver in de nacht bezig was met het maken van vervalsingen en 's ochtends vroeg weer de deur uit moest voor het reguliere werk. Zijn vrouw raakte in het voorjaar van 1943 overspannen en verhuisde samen met hun tweeling tijdelijk naar haar ouders. Tegen het einde van het voorjaar doken de Joodse Palestinapioniers Lore Sieskind en Kurt Hannemann onder bij Gerritsen. Sieskind hielp in het huishouden en functioneerde als koerierster, terwijl Hannemann Gerritsen ging ondersteunen bij het vervalsingswerk. Later bood Gerritsen nog onderdak aan twee andere pioniers, te weten Paula Kaufman en Emil Windmüller. 
In september 1943 bevrijdde Gerritsen samen met de verzetsgroep van Joep Nupert de gevangen genomen verzetsman en Palestinapionier Norbert Klein uit het Wilhelmina Gasthuis in Amsterdam. Hij werd op een brancard het raam uit gehesen, waar een auto op hem stond te wachten.
Gerritsen werd eenmaal aangehouden toen hij de Belgische grens overstak. Hij werd echter aangezien voor een tabakssmokkelaar en na een aantal uren weer vrijgelaten.
De in Kamp Westerbork vastzittende Palestinapioniers waren aanvankelijk vrijgesteld van deportatie, maar in september 1943 werd de eerste groep pioniers toch naar het oosten gestuurd. Daarop besloten de Palestinapioniers een ontsnappingsroute op te zetten. Er liep een smalspoor met een klein treintje vanuit het kamp naar het Oranjekanaal, waarmee goederen werden opgehaald en weggebracht. Via dat treintje ontsnapte een aantal pioniers. Anderen liepen met een vervalste pas het kamp uit. Durlacher wachtte hen, vaak samen met Lore Durlacher, buiten het kamp op en bracht hen in veiligheid. In september 1944 probeerden Gerritsen en Durlacher een personentrein te laten ontsporen bij Westerbork om de transporten naar het oosten te hinderen, maar de spoorlijn werd te goed bewaakt.
Gerritsen verliet in april 1944, na de arrestatie van Joop Westerweel, zijn woning omdat hij vreesde dat hij in het vizier kwam van de Sicherheitsdienst. Hij rolde heelhuids de oorlog door en bleef betrokken bij de Palestinapioniers. In 1947 verbleef hij samen met zijn vrouw een aantal maanden in Palestina, om te zien of zij zich daar konden vestigden. Hij adviseerde onder andere kibboetsen over illegale wapenopslagplaatsen

## Persoonlijk
Samen met zijn vrouw Henny de Haan had hij vier kinderen. In 1960 scheidde hij van zijn vrouw en trouwde met de Joods Ruth Van Thijn. In 1964 ontving Frans Gerritsen van het Israëlische holocaustherdenkingscentrum Yad Vashem de eretitel Rechtvaardige onder de Volkeren.